# Asmik Ace
Asmik Ace, Inc. (アスミック・エース株式会社 Asumikku Ēsu Kabushiki gaisha?), anteriormente Asmik Ace Entertainment, Inc. (アスミック・エース　エンタテインメント株式会社 Asumikku Ēsu entateinmento Kabushiki gaisha?),es una empresa de videojuegos formada en 1997 por consecuencia de la fusión entre Asmik Corporation y Ace Entertainment, ambos de Japón. El nombre Asmik viene de sus tres empresas fundadoras: Ask, Sumitomo y Kodansha. La compañía tiene su sede en el tercer piso del edificio Lapiross Roppongi en Minato, Tokio.
Asmik Corporation Fue fundada en 1985 Como una subsidiaria de Sumitomo Corporation de Japón. Se enfocaba en el área de los videojuegos para el mercado de las Consola de videojuegos, específicamente la consola NES. Pronto se pasó a distribuir películas en Japón, y ganó varios premios por ello. Llegó a tener una subsidiaria norteamericana, Asmik Corporation of America.
Ace Pictures Inc. Se fundó en 1981 como una división de Nippon Herald Films para producir películas japonesas y distribuirlas al extranjero. Varias de sus películas han ganado premios y ocupan cargos de algunas de las películas más taquilleras en Japón.
Asmik Ace Entertainment produjo juegos para las consolas PlayStation, Dreamcast, PlayStation 2, PC Engine, Nintendo 64 y Nintendo GameCube, y distribuyó películas de alta calidad para el mercado japonés.
Asmik Ace Entertainment también distribuyó algunas películas de DreamWorks en los cines japoneses.

## Videojuegos
Asmik tiene una mascota llamada Boomer (Asmik-kun en Japón), que apareció en varios videojuegos.
- Air Diver (Mega Drive)
- Asmik-kun Land (Famicom)
- Asmik-kun World 2 (Game Boy)
- Astro Troop Vanark (PlayStation)
- Battle Zeque Den (Super Famicom)
- Bogey Dead 6 (PlayStation)
- Boomer's Adventure in ASMIK World (Asmik-Kun World)
- Catrap (GameBoy) in Europe Power Paws, en Japón Pitman
- Conquest of the Crystal Palace
- Cosmic Epsilon
- Cutie Suzuki Ringside Angel (Mega Drive)
- Deep Dungeon IV
- D-Force (SNES)
- Dimension Force (Super Famicom)
- Dokapon DX (Nintendo GameCube & PlayStation 2)
- Gambler Jiko Chuushinha
- Gambler Jiko Chuushinha 2
- Hunter Lime Special Collection Vol 2 (PlayStation)
- Jumpin' Kid: Jack to Mame no Ki Monogatari (solo en Japón, publicado en América como Jack and the Beanstalk)
- Jūōki (llamado Altered Beast fuera de Japón)
- Koutetsu no Kishi
- Koutetsu no Kishi 2: Sabaku no Rommel Shougun
- Koutetsu no Kishi 3: Gekitotsu Europe Sensen
- LSD (PlayStation)
- Lethal Skies Team SW: Elite Pilot (PlayStation 2)
- Lethal Skies II (PlayStation 2)
- Lupin Sansei: Umi ni Kieta Hihou (Nintendo GameCube)
- Meimon! Tako Nishiouendan
- Mysterium
- Nippon Ichi no Nakantoku
- Oh No! (PlayStation)
- Power Drift (PC Engine)
- Rhythm N Face (PlayStation)
- Shinobi (PC Engine)
- Sidewinder (PlayStation)
- Sidewinder 2 (PlayStation)
- Sidewinder F (PlayStation 2)
- Sidewinder Max (PlayStation 2)
- Sidewinder V (PlayStation 2)
- Super Air Diver (SNES)
- Super Air Diver 2 (SNES)
- Super Boy Allan (Famicom Disk System) (publicada por Sunsoft)
- Super Hydlide (Mega Drive)
- The Ring: Terror's Realm (Dreamcast)
- Verytex (Mega Drive)
- Virtual Pro Wrestling 2 (Nintendo 64)
- Xardion (Super Famicom)